# كاتيا كرامارشيك
كاتيا كرامارشيك (بالألمانية: Katja Kramarczyk) مواليد 18 مارس 1984 في فرانكفورت، هي لاعبة كرة يد ألمانية تلعب كحارس مرمى. مثلت منتخب ألمانيا لكرة اليد للسيدات.

## سجل المنافسة
شاركت في البطولات التالية:
- بطولة العالم لكرة اليد للسيدات 2011
- بطولة العالم لكرة اليد للسيدات 2015
- بطولة أوروبا لكرة اليد للسيدات 2012
- بطولة أوروبا لكرة اليد للسيدات 2014
- بطولة أوروبا لكرة اليد للسيدات 2016

## روابط خارجية
- كاتيا كرامارشيك على موقع الاتحاد الأوروبي لكرة اليد (الإنجليزية)